# 西祠胡同
西祠胡同是一家成立于南京的社区网站，截至2008年4月拥有1500多万注册用户、近80万个讨论版。现拥有者为北京艺龙网信息技术有限公司.

## 历史
西祠胡同始建于1998年，由中国大陆当时的著名程序员响马（刘琥）创建，是中国最早的网络社区。

## 内容
西祠自创立初期即开始了开放式运营模式即站方管理和维护社区平台及分类目录，用户自行创建讨论版、自行管理、自行发展，自由发表信息、沟通交流。
西祠通过地区、人群、兴趣三大主类别下，设立了三十余个分类。作为综合社区，西祠讨论版多种多样。